# Liberal Demócratas (Reino Unido)
El Partido Liberal Demócrata, conocidos popularmente como Liberales Demócratas, es un partido político socioliberal del Reino Unido.
Es el heredero histórico de los whigs británicos considerados fundadores del liberalismo político junto con John Locke, siendo arquitectos de la democracia liberal, el parlamentarismo y la monarquía constitucional. En 1859 se funda oficialmente como Partido Liberal con la agrupación de los whigs, los radicales británicos y el bando peelite. La actual colectividad surge en 1988 como la fusión del Partido Social Demócrata y el Partido Liberal.
Hasta principios del siglo XX los liberales británicos eran considerados la principal fuerza política junto a los conservadores. Tras el alza política del Partido Laborista Británico, los whigs británicos han sido considerados la tercera fuerza política del Reino Unido, si bien tras las elecciones de mayo de 2015, pasaron de tener 57 escaños a contar únicamente con 8, lo que provocó la dimisión del líder del partido, Nick Clegg.
El 22 de julio de 2019 Jo Swinson fue elegida como líder del partido.

## Historia

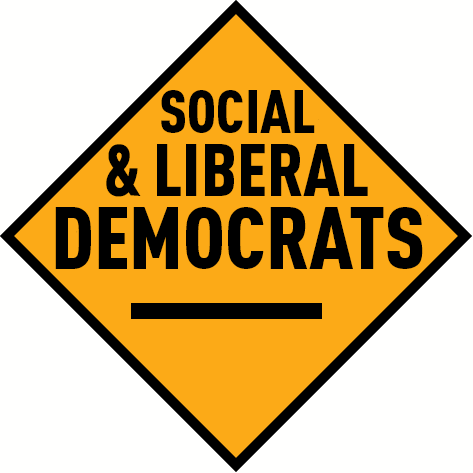
Logotipo de Social and Liberal Democrats.

Fue fundado en 1988 de la unión del Partido Liberal descendientes de los whigs (que habían caído a la tercera fuerza política desde 1922) y del Partido Social Demócrata, una escisión del Partido Laborista en 1980.
Ambos partidos se dieron cuenta de que no había espacio político para dos partidos de centro, por lo que sus dos líderes, el liberal David Steel y el social-demócrata Roy Jenkins redactaron un manifiesto que los sirvió de alianza para elecciones de 1983 y 1987.
Debido al éxito, en 1988 se unieron en un solo partido (acuerdo Steel-Robert MacLennan) y adoptaron el nombre Social and Liberal Democrats, después The Democrats y finalmente Liberal Democrats. Fue nombrado líder Paddy Ashdown, que ostentará el cargo hasta el 1999.
El comienzo fue difícil. En las elecciones europeas de 1989 Los Verdes los dejaron en cuarto lugar, pero en las legislativas de 1992 sacó el 17,8% de los votos y 20 escaños, y las de 1997 sacó 46, gracias a la concentración táctica del voto. Querían proponer pacto a los laboristas, pero Tony Blair ganó con mayoría absoluta y no fue posible.
En 1999 dimitió Ashdown y fue sustituido por Charles Kennedy, hasta el 2006. En las legislativas de 2001 aumentó su voto el 18,3% y obtuvieron 52 escaños, y Kennedy fue nombrado parlamentario del año gracias a la oposición a la guerra de Irak. La prensa británica utiliza el término "Revolución del Libro Naranja" para referirse a la adopción de un nuevo manifiesto en 2004 que convirtió a los Lib-Dems en neoliberales y los acerca a los conservadores en materia económica. En las elecciones de 2005 obtuvieron el 22,1% y 62 escaños, el mejor resultado hasta entonces, pero exigieron un cambio en el sistema electoral porque habían obtenido cerca de la cuarta parte de los votos y sólo una décima parte de los escaños. La elección de David Cameron como jefe conservador, más carismático, y los problemas con el alcohol de Kennedy lo hicieron dimitir en 2006. Fue elegido jefe del partido sir Menzies Campbell, pero no pudo detener la caída en intención de votos en elecciones parciales y en 2007 dimitió. Fue sustituido por Nick Clegg, diputado por Sheffield Hallam.
Conformó un gobierno de coalición con el Partido Conservador entre 2010 y 2015, siendo Nick Clegg vice primer ministro. Sin embargo, tras las elecciones de 2015 el partido sufrió un declive electoral (pasó de 57 a 8 escaños) y perdió su lugar en el gobierno, ocasionando además la renuncia de Clegg como líder.  El partido fue acusado de traicionar sus promesas de campaña como consecuencia de su participación en el gobierno de David Cameron, que permite a las universidades triplicar las tasas y cuya política de austeridad está provocando una caída media del 10% en los ingresos de los británicos.  
Después del referéndum sobre la permenencia del Reino Unido en la Unión Europea el partido encontró un papel nuevo como representante de los que votaron para permanecer en la UE, un factor que contribuyó a su éxito en un número de elecciones parciales de ayuntamientos en los meses siguientes y la elección de Sarah Olney como diputada para el distrito electoral de Richmond Park en diciembre de 2016. Sin embargo, se mantienen cerca de los conservadores y se niegan a participar en una moción de censura contra el primer ministro Boris Johnson.

## Ideología
Los liberal demócratas tienen una ideología que se basa tanto en la tradición liberal como en la socialdemócrata.El partido es principalmente socioliberal, apoya la redistribución pero es escéptico respecto del aumento del poder del Estado, enfatizando el vínculo entre igualdad y libertad. El partido apoya la inversión y los impuestos progresivos, pero también promueve las libertades civiles y una economía menos centralizada.Esto distingue al partido de muchos partidos liberales en otras partes de Europa que, en cambio, están dominados por el liberalismo clásico.En comparación, los liberal demócratas apoyan una economía mixta y en ocasiones se han opuesto a la privatización.
El partido abarca el centro y la centroizquierda, y ha enfatizado cada aspecto en diferentes momentos.El público tradicionalmente ha visto al partido como de centroizquierda,aunque durante la coalición Cameron-Clegg fueron vistos como centristas.En cuestiones económicas, el partido generalmente se ha posicionado entre los Conservadores y el Partido Laborista, aunque generalmente más cerca del Partido Laborista.Existe un cierto grado de diversidad ideológica entre los miembros de los Liberal Demócratas, con una amplia gama de opiniones sobre la mayoría de los temas.
Una influencia ideológica clave sobre los liberal demócratas es Leonard Hobhouse, y existe una superposición sustancial entre la plataforma del partido y la forma de socialdemocracia defendida por Anthony Crosland en El futuro del socialismo.El igualitarismo del partido se basa en el concepto de igualdad de oportunidades y se ha mostrado escéptico ante la discriminación positiva, incluso en su proceso de selección de candidatos políticos. El partido ha debatido frecuentemente la introducción de listas cortas exclusivamente de mujeres en la selección, pero no las ha implementado.
Los liberal demócratas apoyan una serie de reformas constitucionales, entre ellas la defensa de una estructura federal descentralizada para el Reino Unido, incluida la transferencia de poder a las regiones de Inglaterra.El partido apoyó la devolución a Escocia y Gales promulgada por el gobierno laborista bajo Tony Blair. El partido ha apoyado consistentemente la reforma electoral para producir resultados más proporcionales.En cuestiones sociales, el partido es liberal y progresista. Ha apoyado consistentemente los derechos LGBT y la reforma de las drogas.El partido es internacionalista y proeuropeo. Han apoyado consistentemente políticas de integración europea, incluida la defensa a largo plazo de que el Reino Unido adopte el euro,aunque se han opuesto al establecimiento de un ejército europeo.Tanto antes como después del referéndum de membresía de la Unión Europea del Reino Unido de 2016, el partido ha abogado por la continuidad del Reino Unido como miembro de la Unión Europea. El partido apoya el intervencionismo liberal y apoyó la guerra en Afganistán, oponiéndose más tarde a la invasión de Irak en 2003 debido a su falta de apoyo de las Naciones Unidas.El partido también se ha enfrentado a una división interna sobre la cuestión de las armas nucleares.
El partido tiene varias facciones que representan diferentes corrientes de pensamiento liberal.Aunque los socioliberales, representados por el Foro Social Liberal (a menudo abreviado como SLF), son la mayoría, las facciones que abogan por posiciones económicamente más liberales incluyen la Reforma Liberal (a menudo abreviado como LR) y el "Orange Bookers", que lleva el nombre de El Libro Naranja: Reclamando el liberalismo; El Libro Naranja se asocia más a menudo con el exviceprimer ministro Nick Clegg, quien contribuyó a su redacción, junto con el exlíder liberal demócrata Vince Cable y el líder actual Ed Davey.Además, está el centroizquierdista Grupo Beveridge, inspirado en William Beveridge. El Grupo Beveridge se ha asociado tanto con socioliberales como con socialdemócratas dentro del partido, incluido el exlíder liberal demócrata Charles Kennedy.